# SSV Jahn Ratisbonne
 (juin 2018).
Si vous disposez d'ouvrages ou d'articles de référence ou si vous connaissez des sites web de qualité traitant du thème abordé ici, merci de compléter l'article en donnant les références utiles à sa vérifiabilité et en les liant à la section « Notes et références ».
Maillots
Actualités
Le SSV Jahn Ratisbonne (en allemand SSV Jahn Regensburg) est un club de allemand de football basé à Ratisbonne.

## Repères historiques
- 1886 : fondation du club sous le nom de Turnerbund Jahn Regensburg
- 1907 : fondation du département de football
- 1924 : séparation du département de football sous le nom de Sportbund Jahn Regensburg
- 1934 : fusion avec le Schwimmverein 1820 Regensburg et le SV 1889 Regensburg en SSV Jahn 1889 Regensburg
- 1974 : le club monte en 2. Bundesliga
- 2000 : séparation du département de football sous le nom de SSV Jahn 2000 Regensburg
- 2002 : absorption du SG Post/Süd Regensburg
- 2003 : le club monte en 2. Bundesliga
- 2012 : le club monte en 2. Bundesliga
- 2016 : changement de nom en SSV Jahn Regensburg
- 2017 : le club monte en 2. Bundesliga après les matchs de play-offs contre 1860 Munich

## Histoire

### Général et noms historiques
Les footballeurs du Jahn Regensburg ont joué sous l'égide de différents clubs au cours de l'histoire. L'actuel Sport- und Schwimmverein Jahn Regensburg e. V. est un club de football pur dans lequel sont organisées toutes les équipes de jeunes en dessous des juniors U-19. Elle est basée sur le Turnerbund Jahn Regensburg, fondé en 1886, dans lequel le département de football a été fondé en 1907. Celui-ci s'est séparé des gymnastes en 1924 en même temps que les athlètes d'athlétisme et a continué à jouer sous le nom de Sportbund Jahn Regensburg. En 1934, le SB Jahn a fusionné avec le Sportverein von 1889 Regensburg et le Schwimmverein von 1920 Regensburg pour former le Sport- und Schwimmverein Jahn von 1889 Regensburg e. V. En 2000, le département de football s'est séparé du club principal et est devenu indépendant en tant que SSV Jahn 2000 Regensburg e. V. Le club parent existe toujours aujourd'hui en tant que club sportif avec huit départements. En 2002, le département football du SG Post/Süd Regensburg a rejoint le SSV Jahn 2000. En 2009, les équipes professionnelles, U-21 et U-19 ont été regroupées au sein de la SSV Jahn 2000 Regensburg GmbH & Co. KGaA. En 2016, l'année a été supprimée du nom. Depuis lors, le club de football s'appelle SSV Jahn Regensburg e. V., la société SSV Jahn Regensburg GmbH & Co. KGaA.

### Les premières années (1907-1926)
Au début, le TB Jahn Regensburg ne disposait pas d'un département de football. On peut toutefois supposer que de jeunes gymnastes pratiquaient déjà le football dans le club au début du siècle. Au printemps 1907, il a été officiellement autorisé à créer une équipe. Quatre lignes sur la fondation de la nouvelle section de football ont été conservées dans une annonce de journal datée du 4 mai 1907, où l'on peut lire : "Les personnes intéressées par la pratique du football peuvent toujours participer à l'équipe de football nouvellement fondée et sont priées de se présenter au pub du club le samedi soir". Lors de la réunion officielle de fondation au Café Union, 16 hommes étaient présents, dont seuls les noms de famille ont survécu : Feldmeier, Franz Fritzsche, Karl Heider, Ludwig Herrmann, Josef Kirmayer, Adalbert Krämer, Pauli, Max Pommersberger, Hans Regl, Fritz Reichl, Theo Schuster, Schweiger, Oskar Vogt, Weinzierl et Georg Wiesnet.
"Le but et l'objectif du département étaient de cultiver le sport du football dans le cadre de l'exercice physique général et de favoriser la sociabilité et la camaraderie. L'admission dans notre département était ouverte à toutes les classes de personnes et était en dehors de toute tendance politique."
- Ludwig Herrmann, premier capitaine de l'équipe de football de Jahn : 
En janvier 1908, le Jahn a été accepté dans la fédération de football d'Allemagne du Sud et, l'automne suivant, la première édition du championnat dans la classe C du district de l'Est de la Bavière était à l'ordre du jour, avec, entre autres, le Turnverein 1861 Regensburg comme premier adversaire ; le premier derby de Regensburg s'est terminé par une défaite 3:5 pour le TB. Dès 1911, un changement décisif s'opère dans l'apparence des footballeurs de Jahn : au lieu des traditionnelles couleurs noir, rouge et or du mouvement de gymnastique, ils jouent à partir du 20 octobre dans le blanc et le rouge de la ville de Regensburg - toujours les couleurs du club aujourd'hui. En 1916, en pleine Première Guerre mondiale, le Turnerbund devient pour la première fois champion régional, devant le Turnverein, et après la guerre, les rouge et blanc supplantent définitivement les rouge et bleu comme meilleur club de football de Ratisbonne. En 1921, le Jahn est devenu la première équipe de la région à être promue dans la ligue du district de Bavière du sud - la plus haute ligue de l'époque. Et le Jahn a fait sensation dès sa première saison, en terminant troisième derrière le FC Bayern et le TSV 1860 München. Cependant, après avoir terminé cinquième la saison suivante, l'équipe est reléguée une nouvelle fois, car les quatre meilleures équipes de la ligue de district des divisions nord et sud forment pour la première fois une ligue de district à l'échelle de la Bavière.
Dans le cadre de la séparation organisationnelle des athlètes et des gymnastes, la Reinliche Scheidung, les footballeurs et les gymnastes se sont séparés à partir de 1923. Avec le département d'athlétisme, les footballeurs ont commencé le 28 février 1924 avec un nouveau nom, Sportbund Jahn Regensburg. Le déménagement dans la Prüfeninger Straße en 1926 a marqué une autre étape dans le football de Jahn : après avoir joué sur le terrain de sport de l'Oberrealschule (l'actuel Goethe Gymnasium) au cours des premières années, la Jahnplatz dans la Dechbettener Straße est devenue le terrain de jeu à partir de 1912. Mais en 1923, le club a reçu l'ordre de libérer le terrain. La raison en était que le propriétaire ne pouvait apparemment plus supporter que "des hommes aux genoux nus se promènent sur son terrain à l'heure de l'église". Un site sur Oberer Wöhrd ainsi que le terrain du 1. FC Regensburg ont été utilisés pendant une courte période, et en 1926 SB Jahn a finalement loué le terrain en face de l'Oberrealschule, qui a été officiellement inauguré le 19 septembre avec une victoire 7-0 sur le 1. FC Passau et devait être le domicile du football de Regensburg pendant 89 ans

### 1926-1945: Les années Hans Jakob
En 1926-1927, les Jahnelf retournent en première division. Après que l'équipe de Ratisbonne ait déjà pratiqué un football de première classe dans la ligue de district du sud de la Bavière de 1921 à 1923, elle a été promue en ligue de district avec Hans Jakob dans les buts. Outre le gardien de but, qui a rejoint le Sportbund nouvellement fondé en 1924 et a été appelé comme gardien titulaire de la première équipe à l'âge de 18 ans en 1926, l'entraîneur autrichien Gustav Lanzer a joué un rôle important dans la promotion. Lanzer avait auparavant été champion et vainqueur de la coupe avec l'Austria Wien. Lors de sa première saison en 1927-1928, le SB Jahn a terminé quatrième[13]. Les années suivantes ont également été extrêmement fructueuses, le SB Jahn Regensburg terminant toujours dans les cinq premiers lors des quatre saisons suivantes. Avec la deuxième place de la saison 1929-1930, l'équipe de Jakob s'est même qualifiée pour la première fois pour la finale du championnat d'Allemagne du Sud, où elle a également disputé ses premiers matchs de compétition avec le 1. FC Nürnberg, champion de l'époque. Le 9 février 1930, le Jahnelfel a battu le club devant 8 000 spectateurs à Jahn-Platz, ce qui a été l'une des impulsions pour la construction d'une tribune - le Jahnstadion est bientôt né.

### 1945-1963: aller-retour entre la 1ère et la 2ème division
Après la Seconde Guerre mondiale, le SSV Jahn Regensburg a oscillé entre la Oberliga et la II. Division. Dès l'été 1945, le ballon roule à nouveau sur la Prüfeninger Straße, et le premier match est joué le 2 décembre. Cependant, le SSV n'a pas joué dans la nouvelle Oberliga comme prévu, mais seulement dans la Bayernliga de deuxième classe. Bien que les derniers classements en Gauliga auraient été suffisants pour une nouvelle place en première division, l'intention était de remplir la nouvelle ligue avec des équipes des agglomérations et non avec un club de la "province du Haut-Palatinat"[17]. En 1947, cependant, un premier succès d'après-guerre pouvait déjà être célébré : le Jahnelf remportait la coupe de l'État de Bavière grâce à une victoire 2-1 sur le MTV Ingolstadt en finale à Landshut[18].
Il a fallu quatre ans pour que les Jahn se retrouvent enfin en Oberliga. Jusqu'à la fin, Regensburg s'est engagé dans une lutte pour le titre avec le SpVgg Fürth, qu'il a finalement remportée, également grâce à une victoire 2-1 dans un Ronhof à guichets fermés. Après avoir remporté le championnat lors de la saison 1948-1949, il a également gagné le tour de relégation contre le Hessen Kassel, le VfL Neckarau et le SG 07 Untertürkheim[19].
En 1949-1950, 1953 à 1958 et 1960-1961, le Jahn a appartenu à la division la plus élevée dans chaque cas. De 1954 à 1957, la légende du football autrichien Josef "Pepi" Uridil a succédé à son compatriote Franz "Bimbo" Binders comme entraîneur du SSV Jahn Regensburg.
De 1967 à 1974 (Regionalliga Süd) et de 1975 à 1977 (2. Bundesliga Süd), l'équipe évolue en deuxième division.

### 1996-2008: Le retour difficile au sommet
Le 1er juin 1996, le point le plus bas de l'histoire du club est atteint. Pour la première fois, les Jahn ont été relégués en cinquième classe de Landesliga, et après la promotion de leurs rivaux locaux SG Post/Süd Regensburg en Bayernliga, le club n'était plus que le numéro 2 de la ville.
Outre les problèmes structurels et économiques, un nouveau départ sportif était également devenu nécessaire. Avec Josef Schuderer, on a fait venir à Prüfeninger Straße un entraîneur qui avait déjà été promu chez les Jahn sept ans auparavant. Et les choses se présentaient bien en ce qui concerne la promotion immédiate ; après le tour principal, l'équipe était troisième de la Landesliga Mitte, à égalité de points avec le SC 04 Schwabach, deuxième. Après un match décisif contre Mittelfranken (3:2), le SSV s'est qualifié pour la relégation. Lors du premier match, ils ont battu le SpVgg Bayreuth, 15e de la Bayernliga, 2-1. Lors du deuxième match, cependant, le TSV Landsberg, participant à la Southern State League, s'est révélé trop fort ; bien qu'ayant pris l'avantage, les Redosen se sont inclinés 1:4 - Landsberg a été promu.
Lors de la deuxième année de la cinquième division, la promotion n'a pas non plus été obtenue. Schuderer a été remplacé par Günter Brandl après une série négative, mais l'équipe n'a toujours pas réussi à terminer plus haut que la troisième place. La troisième tentative a été de jouer la sécurité. Après l'échec de la promotion du SG Post/Süd en ligue régionale, le manager Karl Viertler et l'entraîneur Karsten Wettberg (initialement en tant que directeur sportif) ont été licenciés, ainsi que sept joueurs réguliers. Initialement, l'entraîneur-joueur Roland Seitz était censé ramener les Jahn au sommet, mais après quelques semaines infructueuses, Wettberg a pris en charge l'entraînement et cette fois, cela a fonctionné : dix victoires consécutives ont abouti à une victoire 6-0 sur l'ASV Neumarkt le 29 mai 1999 et à une promotion en Bayernliga.
Le SSV Jahn a continué à avoir du succès avec Wettberg, et l'année suivante, en tant qu'équipe promue, il a réussi à remporter le championnat de Bayernliga. Pour accéder à la Regionalliga Süd, il fallait jouer quatre matches de relégation contre le SV Sandhausen (champion de l'Oberliga Baden-Württemberg) et le FSV Frankfurt (14e de la Regionalliga). Depuis la défaite de Sandhausen (2:3 au Hardtwaldstadion, 4:2 au Jahnstadion) et enfin du FSV (3:1, 3:2) en Coupe d'Europe, Jahn 2000 a été le seul club à être promu dans la nouvelle ligue régionale à deux niveaux. Dès mai 2000, les responsables ont décidé de séparer le département football du club principal SSV Jahn 1889 Regensburg - le SSV Jahn 2000 Regensburg est né.
Pour sa première saison en ligue régionale, l'équipe de Regensburg a réussi à se maintenir dans le championnat malgré plusieurs absences de joueurs clés. Cependant, l'entraîneur Wettberg a été remplacé en cours de saison par Günter Sebert de Mannheim. En deux saisons sous sa direction, la promotion en 2e Bundesliga a été obtenue, ce qui signifiait que Jahn était de retour dans le football professionnel pour la première fois depuis plus de 20 ans. Mais dès le début de la deuxième saison de championnat 2003-2004, il y a eu un grand bouleversement ; l'entraîneur et presque toute l'équipe de promotion ont été remplacés. L'entraîneur Sebert, qui a connu le succès, a été remplacé par Ingo Peter, qui était auparavant employé par Sportfreunde Siegen ; la raison en était que les exigences salariales de Sebert étaient trop élevées. Avec plus de 17 nouveaux arrivants en début de saison et quatre autres lors de la pause hivernale, l'effectif est passé à un total de 31 joueurs (ceux qui ont au moins une saison d'ancienneté). Les Jahn n'ayant obtenu que trois victoires, quatre nuls et cinq défaites jusqu'en novembre, Ingo Peter a été limogé. Il a été remplacé par l'entraîneur amateur Günter Brandl. Lors de la Coupe de la DFB 2003-2004, l'équipe a été éliminée en huitième de finale (voir section Coupe de la DFB) ; après deux victoires convaincantes de 3-0 contre LR Ahlen et Karlsruher SC, Brandl a été engagé sur une base permanente. Jusqu'à la 27e journée, il semblait que Jahn pouvait rester dans le championnat ; ils ont gagné 2-1 contre les grands favoris du 1. FC Nürnberg dans leur stade. Cependant, comme seulement trois des 21 points possibles ont été marqués dans les sept derniers matchs, Jahn a été relégué en Regionalliga. Günter Brandl a été licencié.
Au cours de la saison suivante, le Jahn a reçu beaucoup d'attention de la part des médias lorsque l'ex-joueur national Mario Basler a été engagé comme manager de l'équipe et l'ex-professionnel Dariusz Pasieka comme co-coach. Pour ses débuts d'entraîneur, Basler a eu la tâche difficile de construire une équipe entièrement nouvelle, puisque seuls trois des joueurs de deuxième division étaient restés. Fin mai 2005, les Jahn, qui ont eu du mal à compenser financièrement leur relégation de la 2e Bundesliga, sont au bord de la faillite, le présidium n'ayant pas été déchargé lors de l'assemblée générale. Une procédure d'insolvabilité est engagée et le club est menacé de relégation forcée en Bayernliga. Malgré ces incidents en dehors du terrain, les Jahn ont su convaincre sur le plan sportif, terminant huitième de la Regionalliga. Le point culminant de la saison a été la dernière journée, lorsqu'ils ont réussi à transformer un déficit de 0:1 en une victoire 2:1 chez leurs rivaux du FC Augsbourg en marquant deux buts dans les cinq dernières minutes. En raison de cette défaite, les Souabes ont dû céder la place aux équipes promues Sportfreunde Siegen et Offenbacher Kickers. C'est l'une des raisons de la rivalité entre les camps de supporters des deux clubs.

Au cours de ce tour final, le gardien de but de Jahn, Hans Jakob, est découvert par l'entraîneur du Reich, Otto Nerz, et est également appelé pour la première fois dans l'équipe nationale à la fin de 1930. Jakob a fait ses débuts le 2 novembre lors d'un match nul 1-1 contre la Norvège, la première de ses 38 sélections pour l'Allemagne jusqu'en 1939, et a été le gardien de but record de l'équipe nationale jusqu'en 1967, date à laquelle il a été remplacé par Hans Tilkowski.
À partir de 1933, avec la prise de pouvoir des nazis, le football de Jahn connaît de nouveaux changements. D'une part, l'équipe de Ratisbonne est reléguée dans la nouvelle Gauliga Bayern pour la saison 1933-1934. Deuxièmement, la forme du club a changé pour la deuxième fois. En raison de la fondation de soi-disant "grands clubs" associés aux nationaux-socialistes, le Sportbund Jahn a fusionné avec le Schwimmverein von 1920 et le Sportverein von 1889 le 24 mai 1934 pour former le Sport- und Schwimmverein von 1889 Jahn Regensburg. Le nouveau SSV Jahn a dû accepter la relégation en Bezirksliga en 1935, mais a pu retourner en première division deux ans plus tard, dans laquelle l'équipe de Regensburg a pu rester en tête jusqu'à la fin de la guerre sous la direction de l'entraîneur-joueur Hans Jakob. Les opérations de jeu pendant la Seconde Guerre mondiale ont été maintenues jusqu'à l'été 1944.

La fusion en 1934 pour former la SSV Jahn Regensburg renforce quelque peu l'équipe de football, mais ne produit que des résultats indifférents, à partir de 1927 dans la Bezirksliga Bayern, se classant deuxième comme son meilleur résultat en 1930. En  Gauliga Bayern, l'une des seize divisions de première division formées lors de la réorganisation du football allemand sous le Troisième Reich en 1933, Jahn n'a duré que deux saisons avant d'être relégué en 1935. Il revient en 1937 et leurs meilleures performances sont trois places consécutives en 1938 et 1939. S'ensuivent des places au milieu de tableau.
Le club passe la majeure partie de la période entre la fin de la Seconde Guerre mondiale et la formation de la Bundesliga en 1963 en tant qu'"équipe yo-yo", rebondissant de haut en bas entre l'Oberliga Süd et la deuxième division. Regensburg joue au début des années 1960 en troisième division avant de revenir en Regionalliga Süd (II). Au milieu des années 70, l'équipe commence à faiblir et à la fin de la décennie, elle devient une équipe de troisième et quatrième division, jouant même trois ans dans la Landesliga Bayern-Mitte (V) à la fin des années 90.
En 2000, l'équipe de football  devient un club indépendant et est rejointe par des joueurs de SG Post/Süd Regensburg en 2002. Regensburg récupère à un certain degré et a joué dans la Régionalliga Süd (III) depuis le tournant du millénaire avec une seule saison en 2. Bundesliga en 2003-2004. Cependant, le club a dû faire face à des difficultés financières et a évité de justesse la faillite en 2005. Après avoir sombré dans la quatrième division Oberliga Bayern en 2005-06, Jahn obtient la première place la saison suivante et a été promu à nouveau en Regionalliga Süd. En raison d'une réorganisation des ligues, Jahn doit terminer à la dixième place ou plus pour rester dans la troisième division, qui est maintenant la nouvelle 3. Liga. Jahn a du mal à le faire, mais il termine neuvième à la fin et se qualifie pour la nouvelle ligue.
Le club joue ses deux premières saisons en 3. Liga près de la zone de relégation, mais  s'améliore ensuite au point qu'il finit troisième en 2011-2012 et se qualifie pour jouer contre le Karlsruher SC dans un match de barrage de promotion de 2. Bundesliga. Les nuls 1-1 à Ratisbonne et 2-2 à Karlsruhe ont permis à Jahn de revenir au deuxième niveau après huit ans selon la règle des buts à l'extérieur.
Le Jahn termine dernier de 2. Bundesliga en 2012-2013 et est relégué en 3. Liga, terminant onzième en 2013-2014. En 2014-2015, ils terminent derniers de 3. Liga et sont relégués en Regionalliga. Au cours de la saison suivante (2015-2016) dans le nouveau stade (le Continental Arena remplace le Jahn Stadion), Jahn prend la première place de Régionalliga Bayern et affronte les champions de la Régionalliga Nord VfL Wolfsburg II dans les play-offs. Le club  bat Wolfsburg II 2-1 sur l'ensemble des deux matches et revient immédiatement au troisième niveau pour la saison 2015-2016. Une autre grande saison (2016-2017) a suivi en 3. Liga, avec Regensburg terminant troisième. Comme en 2012, ils sont promus en barrage, battant 1860 Munich 3-1 sur l'ensemble des deux matches et accèdent à la Bundesliga 2.
Sur la saison 2017-2018, le début est compliqué (6 pts après 6 journées, 9 pts après 9 journées, 12 pts après 12 journées). Le club oscille dangereusement entre la 12e et la 16e place synonyme alors de barragiste pour le maintien en Bundesliga 2. Pourtant, la situation s'améliore progressivement à partir de la 13e journée et le club remonte à la 12e place à la mi-saison. Dès lors, la deuxième partie du championnat va permettre à l'équipe de rester dans la première moitié du tableau et même de culminer à la quatrième place lors de la 26e journée. Jahn Regensburg termine cinquième à l'issue du championnat pour son retour en Bundesliga 2.

## Palmarès
N'est pas inclus ici le palmarès de l'équipe réserve
- 2nd Oberliga Süd (D2)
  - Champion : 1953

- Bayernliga
  - Champion : 1949, 1967, 1975, 2000, 2007, 2016
  - Vice-champion : 1946, 1964

- Bayernliga Sud
  - Vice-champion : 1947, 1948

- Landesliga Bayern-Mitte
  - Champion : 1966, 1983, 1990
  - Vice-champion : 1997

- Coupe de Bavière
  - Vainqueur : 1947, 1948, 2001, 2005, 2010, 2011
  - Finaliste : 2002

- Coupe du Haut-Palatinat
  - Vainqueur : 2001, 2002, 2003, 2006

## Anciens joueurs
- Hans Jakob